# Ala Moana Center
Ala Moana Center er det femtendestørste indkøbscenter i USA. Det er placeret ved hovedstaden Honolulu på øen Oahu. Tæt ved er også det berømte turistcentrum for øen, Waikiki. Da det åbnede i 1959 var det USA's største men er siden blevet overgået af flere. Omkring 56 millioner besøger centret hvert år. Centret henvender sig primært til turister, hvilket også afspejles af de mange kendte og dyre modeforretninger. 

## Historie
Centret ligger i et tidligere sumpområde. Planlægning af centret startede allerede i 1948, men det var først i 1957 at byggeriet gik i gang. Ved indvielsen i 1959 var det med sine 87 butikker landets største indkøbscenter og blev hurtigt en enorm succes og udvidelse fulgte allerede i 1966. Det har yderligere været udvidelser i 1987, 1999 og 2008.
I 1982 blev centret købt af et partnerskab mellem det japanske supermarkedskæde, Daiei, og et forsikringsfirma. Siden 1995 ejer Daiei det hele, men i 1999 blev det overtaget af ejendomsinvesteringsfirmaet General Growth Properties.

## Udvalgte butikker
- Banana Republic
- Barnes & Noble
- Burberry
- Chanel
- Escada
- Fendi
- Foot Locker
- Gap
- Gucci
- LEGO
- Louis Vuitton
- Macy's
- Miu Miu
- Prada
- Sears
- Victoria's Secret

21°17′28″N 157°50′37″V / 21.29111°N 157.84361°V